# Karel Dirka
Karel Dirka (* 15. Mai 1947 in Prag, Tschechoslowakei; † 29. Juli 2014 in München) war ein tschechisch-deutscher Filmproduzent.

## Leben
Seit 1977 produzierte Dirka mit seiner Art Oko Filmproduktions GmbH Dokumentar- und Spielfilme. Für Derby Fever USA gewann er 1979 den Bundesfilmpreis in Silber.
Er war Mitglied der Deutschen Filmakademie.

## Filmografie (Auswahl)
- 1981: Tag der Idioten
- 1984: Kaltes Fieber
- 1984: Marlene
- 1984: Vergeßt Mozart
- 1997: Der Feuervogel (Pták Ohnivák)
- 1998: Die Seekönigin
- 2002: Julies Reise
- 2009: Habermann

## Auszeichnungen und Nominierungen
Marlene wurde 1984 für den Oscar nominiert und gewann den Deutschen Filmpreis.